# Ted Harston
Edwin Harston, plus connu sous le nom de Ted Harston (né le 27 février 1907 à Monk Bretton dans le Yorkshire du Sud et mort en 1971 à Rochester dans le Kent), est un joueur de football anglais qui évoluait au poste d'attaquant.

## Palmarès
| Reading - Championnat d'Angleterre D3 : - Vice-champion : 1931-32. |  | Mansfield Town - Championnat d'Angleterre D3 : - Meilleur buteur : 1936-37 (55 buts). |